# Alexandre Czerniatynski
Alex Czerniatynski, né le 28 juillet 1960 à Charleroi, est un footballeur international belge aujourd'hui reconverti comme entraîneur. Il a des origines polonaises par ses parents et grands‑parents.
Il occupait le poste d'attaquant et a été sélectionné à 31 reprises en équipe nationale.

## Biographie
Enfant, il fréquente l'école communale des Fougères, à Couillet. 
Il joue successivement à Charleroi, Antwerp, Anderlecht, au Standard de Liège, au FC Malines, au KFC Germinal Ekeren et au Tilleur-Liège. 
Il fait partie de l'équipe anversoise qui défie en 1993 l'AC Parme lors de la finale de la Coupe des vainqueurs de coupes, mais aussi de l'équipe d'Anderlecht quand elle dispute deux de ses finales européennes en 1983 et 1984. 
Czerniatynski joue 31 matches en faveur de l'équipe nationale belge. Il est sélectionné pour la Coupe du monde 1982 et celle de 1994 mais aussi pour le championnat d'Europe 1984, compétition durant laquelle il ne joue pas un seul match.

## Carrière

### Joueur
| Saison    | Club                  | Division | Championnat | Buts |
| --------- | --------------------- | -------- | ----------- | ---- |
| 1978-1979 | Sporting de Charleroi | D1       | 8           | 1    |
| 1979-1980 | Sporting de Charleroi | D1       | 19          | 1    |
| 1980-1981 | Sporting de Charleroi | D2       | 28          | 15   |
| 1981-1982 | Royal Antwerp FC      | D1       | 33          | 15   |
| 1982-1983 | RSC Anderlecht        | D1       | 28          | 3    |
| 1983-1984 | RSC Anderlecht        | D1       | 25          | 17   |
| 1984-1985 | RSC Anderlecht        | D1       | 34          | 22   |
| 1985-1986 | Standard de Liège     | D1       | 34          | 16   |
| 1986-1987 | Standard de Liège     | D1       | 27          | 6    |
| 1987-1988 | Standard de Liège     | D1       | 30          | 14   |
| 1988-1989 | Standard de Liège     | D1       | 25          | 10   |
| 1989-1990 | Royal Antwerp FC      | D1       | 27          | 5    |
| 1990-1991 | Royal Antwerp FC      | D1       | 33          | 9    |
| 1991-1992 | Royal Antwerp FC      | D1       | 32          | 16   |
| 1992-1993 | Royal Antwerp FC      | D1       | 31          | 16   |
| 1993-1994 | FC Malines            | D1       | 31          | 8    |
| 1994-1995 | FC Malines            | D1       | 30          | 7    |
| 1995-1996 | FC Malines            | D1       | 25          | 5    |
| 1996-1997 | KFC Germinal Ekeren   | D1       | 32          | 10   |
| 1997-1998 | KFC Germinal Ekeren   | D1       | 4           | 1    |
| 1997-1998 | Tilleur Liège         | D2       | 20          | 11   |
| 1998-1999 | Tilleur Liège         | D2       | 17          | 4    |

### Entraîneur
Czerniatynski dispose des diplômes suivants : UEFA B - UEFA A - UEFA pro-licence.
- Standard de Liège  : Équipes de jeunes
- FC Malines  1 an - U16
- FC Malines  1 an - D1[4]
- FC Malines  1 an - D3
- K Kampenhout SK  - D4
- Déc.2006-2007 : Royale Union Saint-Gilloise  - D2
- 2007 - 2009 : KSK Beveren  - D2
- Fév.2010 - juin 2010 : RFC Tournai  - D2
- Juin.2010 - Oct. 2011 : R. Olympic CCM  - D3
- Jan. 2012 - nov. 2012 : SK Sint-Niklaas  - D2[5]
- 2013 - 2015 : K. RS Waasland-Beveren SK (T2)
- 2015 : R. FC Seraing
- Fév. - Juin 2016 : R. FC de Liège - D3
- Janv. - Mars 2018 : K. FC Duffel  - Division 2 Amateur - D4
- Mars 2018 - juin 2019 : R. Châtelet Farciennes SC  - Division 1 Amateur - D3
- Juil.2019-nov. 2019 : (suite fusion) R. Olympic CCF - D3

## Palmarès
- Vainqueur de la Coupe UEFA en 1983 avec le RSC Anderlecht face au Benfica Lisbonne, après avoir fait 1-0 à domicile et 1-1 à l'extérieur
- Finaliste de la Coupe UEFA 1984 contre Tottenham (1-1 au match aller et 1-1 au match retour à Tottenham, - 4-3 aux penalties)
- Champion de Belgique en 1985 avec le RSC Anderlecht
- Vainqueur de la Coupe de Belgique en 1992 avec le Royal Antwerp FC contre le FC Malines sur le score de 9-8 aux penalties (2-2 après le temps réglementaire)
- Finaliste de la Coupe d'Europe des vainqueurs de coupe en 1993 avec le Royal Antwerp FC , finale perdue 3-1 contre Parme
- 31 sélections avec les Diables Rouges pour 7 buts (1981-1994). Participation à la Coupe du monde de 1982 et de 1994 ainsi qu'au Championnat d'Europe de 1984.